# Kawasaki (motocicletas)

Logo de Kawasaki

Las motocicletas Kawasaki son fabricadas por la división de Motocicletas y Motores de Kawasaki Heavy Industries en plantas en Japón, Míchigan, Filipinas, India, Indonesia, Bangladés y Tailandia.

## Historia

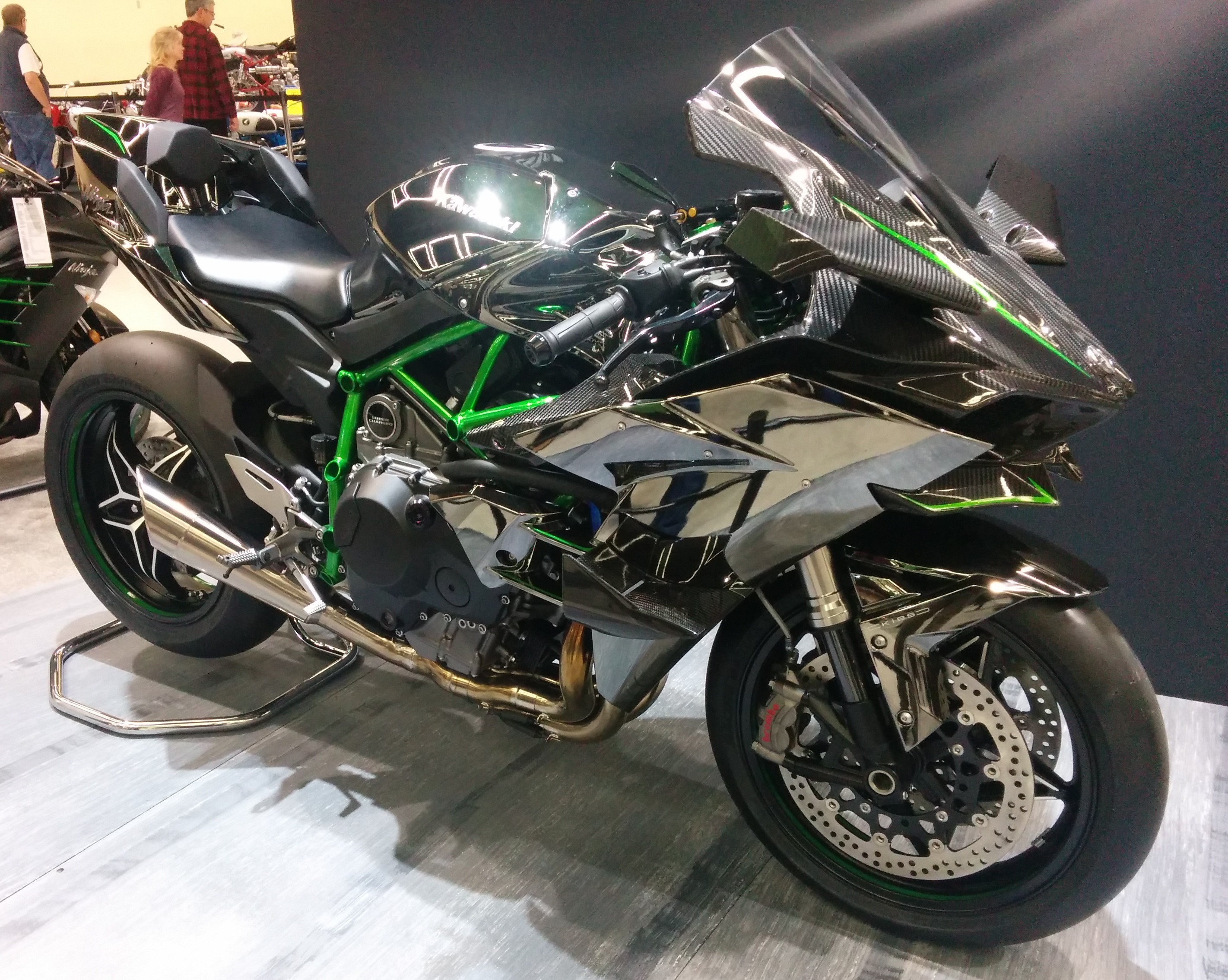
Kawasaki Ninja H2R

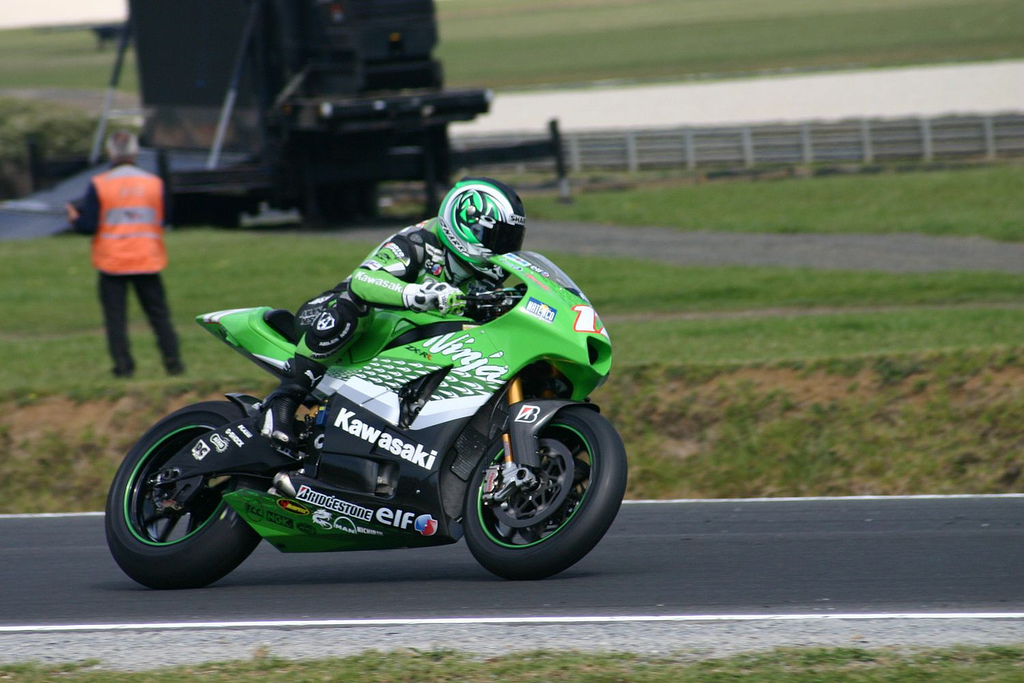
Kawasaki Ninja ZX-RR

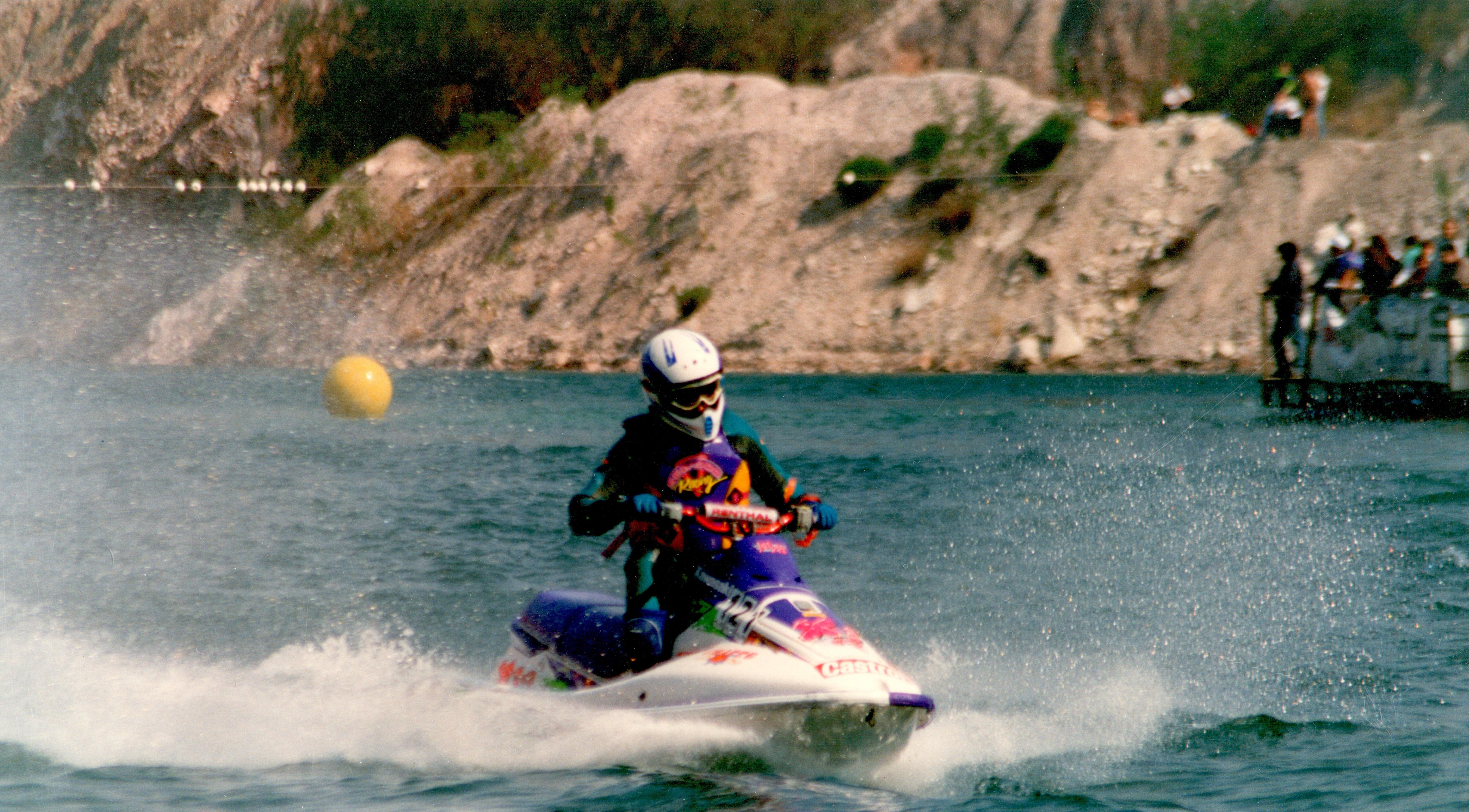
Kawasaki XI750R

Kawasaki Aircraft inicialmente fabricó motos de alto y bajo cc bajo el nombre de Meguro, después de haber comprado un fabricante de motocicletas en declive, Meguro Manufacturing, con quien habían estado en asociación. El negocio después de tanto esfuerzo se convirtió en Kawasaki Motor Sales. Algunas de sus primeras motocicletas exhibían un seguro emblema con el nombre "Kawasaki Aircraft" en el tanque de combustible. 
Durante 1962, los ingenieros de Kawasaki desarrollaron un motor de cuatro tiempos para coches pequeños. Luego, algunos de los ingenieros se transfirieron a la fábrica de Meguro para trabajar en el Meguro K1 y el SG, un motor de un solo cilindro y 250 cc OHV. En 1963, Kawasaki y Meguro se fusionaron para formar Kawasaki Motorcycle Co., Ltd. Las motocicletas Kawasaki desde 1962-1967 usaron un emblema que se puede describir como una bandera dentro de un ala. 
El trabajo continuó con la Meguro K1, una copia de la BSA A7, con un motor bicilíndrico vertical paralelo de  500 cc, y en la Kawasaki W1. La K2 se exportó a los EE. UU., en una iniciativa pionera en respuesta a la expansión del mercado estadounidense de motocicletas de cuatro tiempos. Al principio fue rechazada por su falta de potencia, pero a mediados de la década de 1960, Kawasaki finalmente comenzó a exportar un número creciente de motocicletas. La Kawasaki H1 Mach III en 1968, junto con varias motocicletas de enduro para competir con Yamaha, Suzuki y Honda, aumentaron las ventas de la firma. 
La división de motores de Kawasaki, ubicada en un único complejo de oficinas en Grand Rapids, Míchigan, consolida proyectos de investigación y desarrollo de motores.